# Rafael Arnal
Rafael Eduardo Arnal Myerston (ur. 9 maja 1915 w Caracas, zm. 6 czerwca 2011 tamże) – wenezuelski strzelec sportowy. Brał udział w dwóch konkurencjach na Letnich Igrzyskach Olimpijskich w 1952 roku.

## Wyniki na igrzyskach olimpijskich
| Igrzyska      | Konkurencja                               | Wynik                   | Miejsce | Źródło |
| ------------- | ----------------------------------------- | ----------------------- | ------- | ------ |
| Helsinki 1952 | Karabin małokalibrowy leżąc, 50 m         | 380 pkt. (95–94–93–98)  | 57      | [ 2 ]  |
| Helsinki 1952 | Karabin małokalibrowy, trzy postawy, 50 m | 1083 pkt. (339–364–380) | 39      | [ 3 ]  |